# Manuel Monterroso

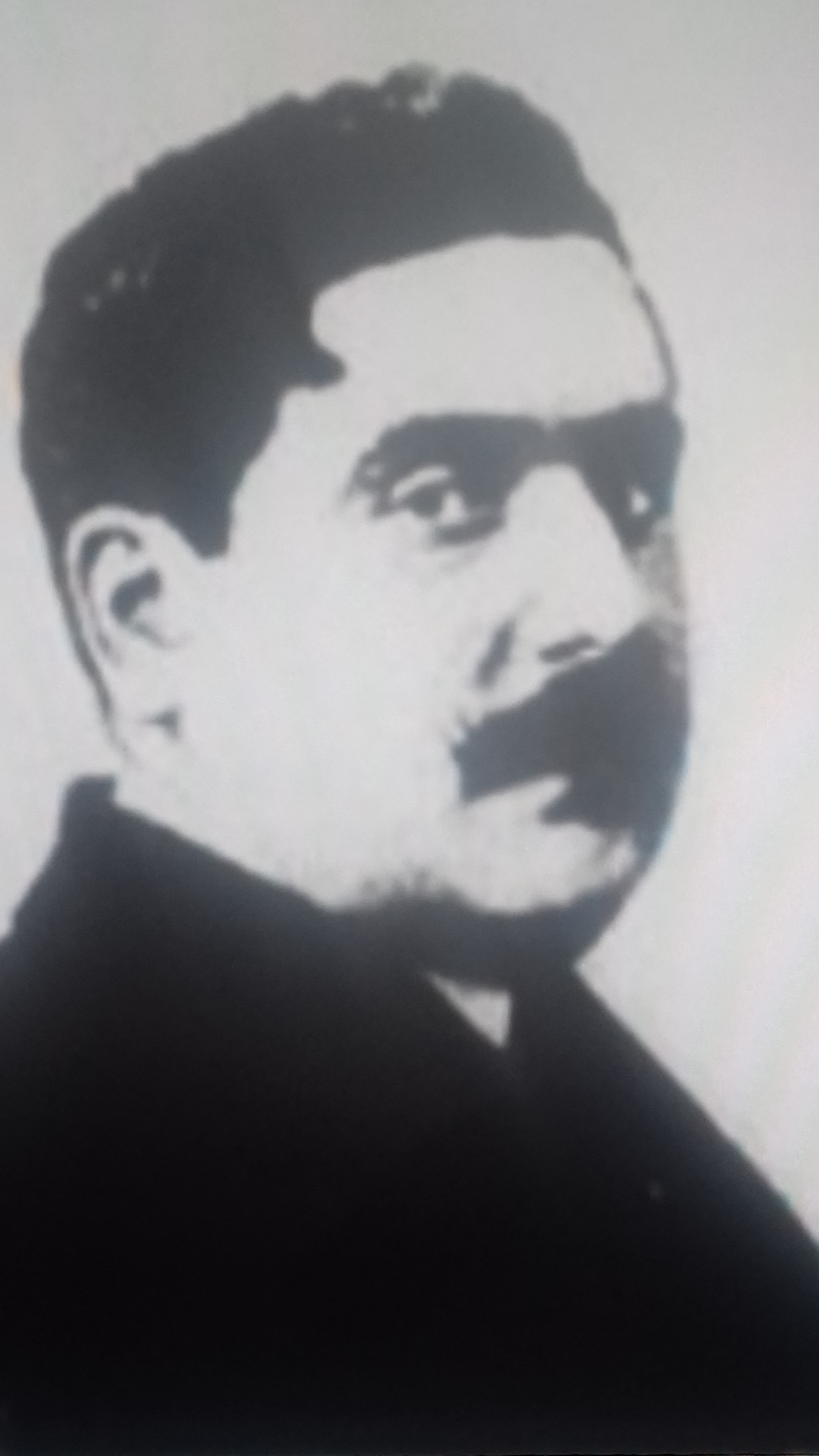

Manuel Aníbal da Costa Monterroso (1876-1968) foi médico,professor e caricaturista português nascido na freguesia da Lomba, em Amarante, Portugal.
Começou a demonstrar talento com os desenhos ainda com 5 anos de idade. Em 1897 começou a cursar medicina na Escola Médico-Cirúrgica do Porto, concluindo-a em 1902. Logo em seguida deu início a carreira de médico exercendo medicina como Major Médico Miliciano durante a Primeira Guerra Mundial.

## Obras
- "Os pontos"
- "A Paródia"
- "A Brasileira"
- "O Vira"
- "Arte"
- "O Povo"
- "Limia"
- "Comércio"
- "A Pátria"
- "A Luz"
- "O Petardo"
- "O Tripeiro"
- "O Primeiro de Janeiro"
- "Faro de Vigo"
- "Le Barbare"
- "Le Rire"